# Greenway (Arkansas)
Greenway – miasto w Stanach Zjednoczonych, w stanie Arkansas, w hrabstwie Clay.